# 라슈카레 타이바
라슈카레 타이바(우르두어: لشکر طیبہ)는 파키스탄의 이슬람 근본주의 테러 단체이다. 주로 분쟁 중에 있는 카슈미르를 인도로부터 분리시키고 그곳에 이슬람 국가를 세우려는 목적으로 활동하며, 나아가 인도 대륙에 이슬람 국가를 세우는 것을 목표로 한다. 1990년에 구성되어 1993년 카슈미르 지역에서 가장 큰 테러 단체로 성장하였다. 카슈미르 내 인도의 군대와 민간인들을 대상으로 테러 공격을 해왔다. 인도는 인도 의회의사당 테러공격으로 14명이 사망한 사건에 대하여 테러 단체 제이셰 무함마드와 함께 라슈카레 타이바를 지목했고, 파키스탄 정보부(ISI)가 배후에 있다고 주장했다.
주로 개인화기, 기관총, 박격포, 급조폭발물, 로켓추진유탄 등을 이용한 테러 공격을 해왔으며, 알 카에다와 연관성이 있을 것으로 추정된다. 미국에 의해 탈레반이 붕괴한 2001년까지 아프가니스탄에 고정되지 않은 훈련 캠프를 갖고 있었으며 아프가니스탄 출신의 구성원들의 구성원들도 존재하나 주된 구성원은 파키스탄의 이슬람 극단주의자들이 대부분이다. 이들은 보스니아 내전, 체첸 전쟁, 필리핀 내전의 이슬람주의자를 지원하기 위해 참여하기도 했다. 이들은 주로 페르시아만 주변국가나 영국에 있는 파키스탄 국적의 사람들을 대상으로 조직원을 영입하며, 위장 사업 법인을 만들어 파키스탄 당국의 검속을 피하기도 했다.

## 같이 보기
- 2008년 뭄바이 테러
- 카슈미르 분쟁
- 테러조직 지정
- 오사마 빈라덴

## 참고자료
- Audrey Kurth Cronin;  외. (2004년 2월 6일). “Foreign Terrorist Organizations” (PDF). 《CRS Report for Congress》.